# 點嘴小巨嘴鳥
點嘴小巨嘴鳥（學名：Selenidera maculirostris），又名點嘴小鵎鵼，是一種巨嘴鳥。
點嘴小巨嘴鳥分佈在阿根廷、玻利維亞、巴西及巴拉圭。牠們棲息在亞熱帶或熱帶的低地潮濕森林或山區森林。